# هاينريش ريشتوف
هاينريش ريشتوف (مواليد 1865) هو مبارز بالسيف نمساوي، مثّل بلاده في الألعاب الأولمبية الصيفية 1900.

## روابط رياضية
هاينريش ريشتوف على موقع أوليمبيديا (الإنجليزية)